# Vieux-Charmont
Vieux-Charmont település Franciaországban, Doubs megyében. Lakosainak száma 2829 fő (2022. január 1.). Vieux-Charmont Brognard, Étupes, Grand-Charmont, Nommay és Sochaux községekkel határos.

## Népesség
A település népessége az elmúlt években az alábbi módon változott:
| Lakosok száma | 2790 | 2680 | 2571 | 2489 | 2645 | 2706 | 2744 | 2793 | 2850 | 2829 |
|               | 1968 | 1982 | 1990 | 2006 | 2013 | 2015 | 2017 | 2019 | 2020 | 2022 |